# Meister des Hersbrucker Altars
Als Meister des Hersbrucker Altars oder Meister des Hersbrucker Hochaltars wird der vermutlich aus Bamberg stammende spätgotische Maler bezeichnet, der um 1480/90 die Malereien zum Hochaltar der Hersbrucker Stadtpfarrkirche geschaffen hat.

## Der Hersbrucker Altar
Um einen reich geschnitzten Mittelteil mit einer Mondsichelmadonna, flankiert von den Figuren der vier lateinischen Kirchenväter, zeigen die von dem namentlich nicht bekannten Künstler gemalten Flügelbilder auf ihren Innen- und Außenseiten zwei große Darstellungen mit der Geburt Christi und dem Tod der Maria sowie acht kleinere Darstellungen mit Szenen aus der Passion Jesu und vier Bilder mit Motiven aus dem Marienleben.
Der Altar wurde 1737/38 durch einen barocken Altar ersetzt, kam zuletzt ins Germanische Nationalmuseum in Nürnberg und ist seit 1961 wieder im Chor der Stadtkirche St. Marien in Hersbruck aufgestellt.
Der Hersbrucker Hochaltar und die Bildsprache seines Meisters werden gerne wegen gekonnter noch spätgotischer Symbolik beispielsweise in der Darstellung von Tieren wie sanfte Taube, aggressiver Hund oder lichtsuchende Eidechse zitiert. Dabei zeigt das Werk des Meisters trotz im Vergleich zu anderen gotischen Malern detailgetreuer Wiedergabe beispielsweise von Landschaft oder Möbelstücken, wie man sie bei den neueren Werken aus den Niederlanden seiner Zeit findet, noch wenig Anzeichen eines größeren Einflusses der Kunst der italienischen Renaissance. Der Meister nutzt noch wenig deren typische Einbeziehung von Architektur in das Gesamtbild.

## Stil
Der Meister des Hersbrucker Altars war jedoch durch zeitgenössische Malerei der Niederlande beeinflusst. Er hat dann durch sein Werk den aus dieser Region kommenden realistischen neuen Stil an nachfolgende Maler in Franken weitergegeben. Dem Meister wird großer Einfluss auf die Entwicklung der Malerei in Bamberg zugeschrieben und geschäftlich sehr erfolgreiche Künstler wie Paul Lautensack in Bamberg und dann Jan Polack in München sind seinem Stil nachgefolgt.

## Identifizierung
Es wurde vorgeschlagen, den Meister des Hersbrucker Hochaltars mit dem Maler Michael Wolgemut aus Nürnberg in Verbindung zu bringen. Da bei vier Bildern eines Außenflügels des Hersbrucker Altars die Hand eines Gehilfen erkennbar ist, wurde Wohlgemut auch manchmal als Hauptmeister des Altars und der Meister als sein Gehilfe gesehen. Diese These wird in der Fachwelt meist nicht mehr weiter unterstützt und der Meister des Hersbrucker Altars wird als eigenständige Künstlerpersönlichkeit und Schöpfer des Großteils des Altars gesehen.
Es kann aber vermutet werden, dass der Meister mit der Werkstatt von Wolfgang Katzheimer in Bamberg in Verbindung stand.

## Weitere Werke
Als vom Meister des Hersbrucker Altars und aus der Werkstatt von Wolfgang Katzheimer kommend wird ein Bild des heiligen Wolfgang in Karlsruhe ausgezeichnet. Dem Meister werden dann weiter die malerische Gestaltung der Flügel eines heute auf  München, Nürnberg und St. Florian aufgeteilten Schnitzaltars sowie eine Kreuztragung im Kunstmuseum Basel zugeschrieben. Auch das Gemälde der Beweinung Christi, Epitaph für die 1482 verstorbene Adelheid Tucher, heute im Nürnberger Museum Tucherschloss, soll aus seiner Hand stammen. Das Bild zeigt eine topografisch erstaunlich präzise spätgotische Ansicht der Stadt Jerusalem.